# Жінка в мені (мемуари)
Жінка в мені (англ. The Woman in Me) — мемуари американської співачки, кінематографістки та підприємиці Брітні Спірс, опубліковані 24 жовтня 2023 року видавництвом Gallery Books, підрозділом Simon & Schuster. Книга перекладена 26 мовами.
«Жінка в мені» отримала схвальні відгуки критики. За тиждень після виходу в США книга стала бестселером №1 за версією New York Times, розійшовшись тиражем в 1,1 мільйона у всіх форматах. Станом на січень 2024 року продано понад два мільйони примірників у США з приблизно трьома мільйонами примірників у всьому світі.

## Передісторія і випуск
21 лютого 2022 року стало відомо, що Спірс підписала угоду на 15 мільйонів доларів для своїх майбутніх мемуарів, одну з найбільших книжкових угод усіх часів, через три місяці після того, як суддя Верховного суду Лос-Анджелеса офіційно припинив тривале насильницьке опікунство над нею її батька. 11 липня 2023 року співачка оголосила, що книга матиме назву «Жінка в мені» та вийде 24 жовтня 2023 року. Назва є посиланням на текст її пісні «Я не дівчина, але ще не жінка»(2001), де вона співає «Я просто намагаюся знайти жінку в собі». Відомо, що робота була написана разом із журналістом Семом Ланскі.
Книга містить 288 сторінок і видана 26 мовами.  Одночасно з іншими виданнями мемуари вийшли у форматі аудіокниги. Спірс підтвердила, що вона не буде повністю читати текст через «вражаючий» зміст книги, залучивши акторку Мішель Вільямс для запису основної частини аудіокниги, тоді як сама візьме участь, прочитавши вступ.  Вона також рекламувала мемуари в People, розповідаючи про їх зміст, разом із фотосесією для обкладинки.

## Сюжет
«Жінка в мені» описує шлях Брітні Спірс до слави, виклики, з якими вона зіткнулася, її спроби звільнитися від довготривалого опікунства, яке контролювало її життя.
На початку мемуарів Спірс пише, що її бабуся по батьковій лінії, Емма Джин Спірс, була вислана в притулок дідусем Брітні по батьковій лінії. Їхня триденна дитина померла, тому вона була вбита горем. Під час перебування в лікарні бабуся приймала літій, а пізніше ― застрелилася над могилою дитини. Спірс додала, що "трагедія є в моїй родині". 
Спірс також пише, що її рекламували як невинну, хоча вона регулярно палила з 14 років і втратила цноту приблизно в той же час. У 2002 році її тодішній бойфренд Джастін Тімберлейк кинув її через смс на зйомках музичного кліпу. Коли вона завагітніла від співака, він умовив її зробити аборт. Спірс пише, що Тімберлейк постійно їй зраджував: «Фотографи спіймали Джастіна з однією з дівчат зі «Всіх святих» в машині». Після розриву стосунків постраждав її імідж у суспільстві, вона виснажилася й почала зловживати ліками аддералл, що надаються за рецептом. Також Спірс розповіла, що зраджувала Тімберлейку з танцюристом Вейдом Робсоном.
У мемуарах вона описала свою двотижневу інтригу з актором Коліном Фарреллом. Причиною її 55-годинного шлюбу з Джейсоном Олександром було те, що вона була "п'яна і дуже нудьгувала". Рідні розлютилися, дізнавшись про шлюб. Спірс написала: «Вони зробили щось надто велике з невинної розваги. Кожен має різний погляд на це, але я не сприймала це серйозно. Я думала, що весілля у Вегасі — це те, що люди можуть зробити як жарт. Коли приїхала моя родина, вона поводилася так, ніби я розпочала Третю світову війну. Решту часу я проплакала у Лас-Вегасі».
Спірс розповідає про свої стосунки з Кевіном Федерлайном і труднощі, з якими вона зіткнулася після того, як стала матір’ю, зокрема страждання від післяпологової депресії. Мемуари також детально описують і пропонують новий погляд на розголошені події в житті співачки, включно з голінням голови та нападом на папараці з парасолькою.

## Кар’єра
Після закінчення опікунства Спірс отримала свободу, щоб продовжувати свою музичну кар’єру. Коли батько контролював її, вона не могла змінювати свою програму на виступах. Співачка пише: «Було таке відчуття, що вони хотіли поставити мене в незручне становище, а не показати своїм шанувальникам найкраще шоу».
У мемуарах Спірс визнала: «Наразі я не зосереджена на просуванні своєї музичної кар'єри. Настав час перестати бути кимось, ким хотіли інші люди, щоб я була. Настав час знайти себе».

## Сприйняття

### Критика
Веб-сайт агрегатора рецензій Book Marks зібрав 12 рецензій на книгу, п’ять із яких були класифіковані як «вражаючі», шість — як «позитивні» і одна як «змішана». Загалом оцінка позитивна.
Книга отримала визнання від The New York Times, Time і The Los Angeles Times. У рецензії BBC Марк Севідж назвав книгу «сердитою, застережливою історією», тоді як The Independent назвав її «сирою, нефільтрованою та захоплюючою своєю люттю». Пишучи для Forbes, Тоні Фіцджеральд заявила, що мемуари «змінюють розмову про психічне здоров’я» та дитячу зірковість.

### Комерція
Перед релізом «Жінка в мені» дебютувала на першому місці в списку бестселерів «нових випусків» на Amazon. Після публікації вона з’явилася в тижневих чартах продажів книг у багатьох країнах.
У США за перший тиждень було продано 1,1 мільйона примірників. Цифри продажів включають попередні замовлення, продажі друкованих видань, електронних та аудіокниг. Мемуари стали бестселером номер один за версією New York Times у перший тиждень виходу. Станом на 11 січня 2024 року було продано понад два мільйони примірників у США. 8 січня 2024 року Publishers Weekly включив «Жінку в мені» до десятки бестселерів 2023 року з 908 000 друкованих примірників, проданих у США.
У Сполученому Королівстві було продано 90 656 одиниць за перший тиждень, що забезпечило перше місце в офіційному рейтингу UK Top 50. Вона стала другою найбільш продаваною книгою мемуарів 2023 року, поступившись лише «Запасній» принца Гаррі. Аудіоверсія також дебютувала на першому місці, продажі всіх друкованих і цифрових версій разом досягли 170 000 одиниць.
У Німеччині перекладена версія книги дебютувала під першим місцем у нон-фікшн категорії, тоді як англійська версія почала з п’ятого місця в тому ж чарті. Загалом було продано 120 000 примірників.
У Франції книга дебютувала на перших позиціях у рейтингах широкоформатної літератури та есеїзму, досягла продажів у 15 000 примірників.
Станом на 1 листопада 2023 року в усьому світі було продано приблизно 2,4 мільйона примірників.
Через три місяці після виходу мемуари були визнані «заголовком № 1 для прослуховування на Spotify».

### Вплив
Книга «Жінка в мені» була визнана фактором, що сприяв зростанню книжкового ринку Великобританії. Мемуари Спірс назвали одним із випусків для збільшення продажів напередодні Різдва.
Цей реліз призвів до значного зростання потоків і продажів Спірс.

### Публічні відгуки
У книзі Спірс писала, що Тімберлейк поводився неадекватно і одягнув блексент (чорне) під час зустрічі зі співаком Джунівайном. Однак у грудні 2023 року музикант заявив: "Я можу заприсягтися, що я не пам’ятаю такого. Якби Джастін зробив щось подібне, я, напевно, запитав би у нього, чому він так себе поводить». 

## Український переклад
У червні 2024 року "Жінка в мені" вийде в українському перекладі. Мемуари опублікує видавництво «Наш Формат», переклад Анастасії Цимбал.

## Нагороди та номінації
| рік      | Нагорода                | Категорія                                 | Результат |
| -------- | ----------------------- | ----------------------------------------- | --------- |
| 2023 рік | Goodreads Choice Awards | Найкращі мемуари та автобіографія         | Перемога  |
| 2024 рік | Audie Awards            | Найкращий оповідач нехудожньої літератури | Номінація |

## Історія випуску
| Країна       | Дата випуску     | Видання                       | Видавець               |        |
| ------------ | ---------------- | ----------------------------- | ---------------------- | ------ |
| різноманітні | 24 жовтня 2023 р | Друкована та електронна книга | Саймон і Шустер        | [ 39 ] |
| різноманітні | 24 жовтня 2023 р | Аудіокнига                    | Simon & Schuster Audio | [ 40 ] |
| різноманітні | 24 жовтня 2023 р | CD                            | Simon & Schuster Audio | [ 41 ] |